# جان رابیسن
جان رابیسن (انگلیسی: John Robison؛ زاده ۴ فوریهٔ ۱۷۳۹ درگذشته ۳۰ ژانویهٔ ۱۸۰۵) یک فیزیک‌دان و ریاضیدان اهل اسکاتلند بود.